# Pousada de Sagres
A Pousada de Sagres, igualmente conhecida como Pousada de São Vicente ou Pousada do Infante, e originalmente como Estalagem do Infante, é uma unidade hoteleira na localidade de Sagres, no concelho de Vila do Bispo, na região do Algarve, em Portugal. Desenhada pelo arquitecto Jorge Segurado, foi oficialmente inaugurada em 1960.

## Descrição
A pousada situa-se no promontório da Baleeira, junto à povação de Sagres, e nas imediações do promontório com o mesmo nome, numa zona de grande significado para a história nacional, devido à sua ligação ao Infante D. Henrique e aos Descobrimentos Portugueses. Por este motivo, a construção da pousada foi considerada de especial importância para o regime ditatorial do Estado Novo, pelo que o arquitecto escolhido foi Jorge Segurado, que já tinha uma larga experiência nos edifícios estatais, em vez de o entregar à geração mais recente. Jorge Segurado procurou seguir as linhas estéticas impostas pelo governo, com claras influências historicistas, devido à simbologia da área em que se encontra, nas imediações de Sagres. Desta forma, o complexo da pousada pode ser considerado como um exemplo tardio do chamado Português Suave, de influência regionalista e neo-tradicionalista, que estava em voga na região em meados do século XX. Desta forma, aliaram-se as novas tendências construtivas, baseadas no betão, com a arquitectura regional algarvia, que surge principalmente na decoração e no formato utilizado em várias partes do edifício. Isto é mais visível na multiplicidade de chaminés algarvias, nas grandes arcarias nos lados virados para o oceano, com arestas chanfradas nos arcos, e contrafortes de alvenaria a marcar os cunhais, apenas com funções decorativas. As paredes são lisas e totalmente caiadas, e foi instalado um pequeno embasamento em pedra, de forma a adequar os edifícios ao promontório em que se encontram. Destacam-se igualmente as cantarias de forma singela nos vãos e escadarias, e as portadas exteriores, em madeira.
Os interiores originais da pousada demonstravam um afastamento em relação às tendências primitivas para este tipo de edifícios em território nacional, com a introdução de novos conceitos de estar, como uma sala de leitura, e um moderno bar. O complexo original contava com quinze quartos, todos com lavabos privativos. No interior destacava-se o mobiliário inspirado nos estilos tradicionais portugueses, incluindo as escrivaninhas de época. Na altura da sua inuauguração, a pousada contava com duas salas de jantar, uma apenas para hóspedes e outra para excursionistas, uma biblioteca e uma sala de leitura. Em termos de elementos decorativos, encontravam-se as tapeçarias de Beiriz, com motivos alusivos aos Descobrimentos, e os embrechados de Tavira. Dispunha igualmente de seis quartos de duas camas para os motoristas, e oito garagens isoladas. Tanto os interiores como os exteriores foram organizados de forma a que as partes destinadas aos hóspedes fossem mais privilegiadas do ponto de vista da exposição solar e das vistas sobre a paisagem, principalmente o promontório de Sagres. Os edifícios que constituem a pousada apresentam uma planta de forma poligonal, consistindo em três corpos contínuos de orientação ligeiramente diferente, que foram originalmente articulados com base num corredor, que servia de espinha dorsal, e ao mesmo tempo como linha de separação entre duas áreas distintas, a primera composta pelos alojamentos dos hóspedes e as salas de estar, e a segunda pelas áreas de serviço. As duas zonas também estabelecem formas diferentes de interagir com o espaço envolvente, sendo a primeira mais fechada e pontuada pelas entradas do edifício, enquanto que a segunda é muito mais aberta, formando uma ampla galeria ao longo da fachada, e dando acesso a um grande terraço. No piso superior esta área é constituída por uma varanda de forma contínua, complementado e expandido a área dos quartos. Quanto às áreas dos serviços, estas possuíam originalmente entradas próprias, e estavam distribuídas ao longo dos três corpos, sendo compostas por cozinhas com ligação à cave, onde se encontrava a garrafeira, dormitórios para os empregados no primeiro andar, um átrio, e uma residência para o gestor, que contava com três quartos, uma sala e um lavabo. Fora dos corpos principais da pousada encontrava-se a garagem, num volume próprio, que segue as mesmas linhas gerais do edificio, com extensa arcaria ao longo das fachadas.

## História
A primeira referência à instalação de uma pousada em Sagres surgiu num despacho de 1953, emitido no âmbito de um plano para a construção de novas pousadas. Naquele documento, o presidente do concelho declarou que não havia necessidade de prestar uma especial atenção ao Algarve, uma vez que existia uma possibilidade que fosse construído um estabelecimento daquele tipo na região, embora a título particular. Porém, o empreendimento referido nunca chegou a avançar. Emn 18 de Março de 1954, o jornal Correio do Sul publicou uma carta de Hermenegildo Neves Franco, presidente da Comissão de Turismo e Propaganda da Casa do Algarve, onde explicou que no ano anterior, tinha sido pedida ao Secretário Geral de Informação a construção de uma pousada em Sagres, uma vez que aquela localidade «nada tinha em condições de proporcionar, quer para repouso, quer para tomar quaisquer refeições, salvo uma modestíssima pensão de há muito ali existente.» Referiu igualmente que a iniciativa particular para construir a pousada tinha sido considerada de «pouca viabilidade», motivo pelo qual voltou a pedir a sua instalação por parte do Secretariado Nacional de Informação, no âmbito do programa de construção de pousadas daquele organismo.
Em 1957, existem registos sobre a continuação dos estudos para a instalação de uma pousada em Sagres. Em 1958 um despacho ordenou a construção deste edifício, no âmbito das comemorações centenárias do Infante D. Henrique, tendo o correspondente anteprojecto sido apresentado em 15 de Maio, e em 23 de Agosto foi assinado o contrato entre a Direcção-Geral dos Edifícios e Monumentos Nacionais e o arquitecto Jorge de Almeida Segurado, para executar o projecto para a pousada. Em 28 de Outubro desse ano foi feita a avaliação dos terrenos onde iria ser construído o complexo, e um despacho ministerial de 11 de Dezembro nomeou o engenheiro António Mateus Wencelau para a elaboração do projecto correspondente aos esgotos e abastecimento de água. O concurso realizou-se em 26 de Maio de 1959, tendo a obra sido adjudicava à empresa Lourenço, Simões & Reis, Ld.ª, no valor de 5:200.000$00, com o prazo de execução de 365 dias, mas os trabalhos não se iniciaram no período previsto, tendo arrancado apenas em 24 de Setembro.
O imóvel foi originalmente construído pela divisão estatal da Direcção Geral dos Edifícios e Monumentos Nacionais, em três fases distintas. Foi instalado como parte da segunda fase de construção das pousadas por parte daquele organismo, tendo sido considerada como o principal elemento num conjunto das pousadas conhecido como Série Beira-Mar, onde se procuraram aproveitar de forma turística vários pontos na linha costeira nacional. Além de Sagres, no programa Beira-Mar também foi planeada a instalação de pousadas na Ria de Aveiro, no Sítio da Nazaré e no Portinho da Arrábida, embora as unidades da Arrábida e da Nazaré tenham sido posteriormente canceladas. A sua construção também esteve integrada no programa de celebrações do V Centenário da morte do Infante D. Henrique, uma vez que Sagres tem um papel muito importante na história portuguesa, devido à ligação aos Descobrimentos Portugueses e à lendária escola naval. A pousada foi inaugurada em 15 de Janeiro de 1961, numa cerimónia que contou com a presença dos Ministros da Presidência e das Obras Públicas, e de José Caeiro da Mata, presidente da Comissão Executiva das Comissões Henriquinas, os presidentes das Câmaras Municipais de Lagos e de Vila do Bispo, entre outras altas autoridades a nível regional e nacional. Além da pousada, neste dia também foram inauguradas outras infra-estruturas em Sagres, incluindo o auditório, o posto de turismo e o salão de chá na Fortaleza de Belixe. A exploração do empreendimento ficou a cargo de Aníbal Pereiro, que já tinha estado à frente dos hotéis do Facho, na Foz do Arelho, e da Urgeiriça.
Foi posteriormente integrada na rede das Pousadas de Portugal. Um despacho de Fevereiro de 1960 mudou a denominação do estabelecimento, de Pousada de São Vicente para Pousada do Infante, tendo nesse ano sido igualmente instalado um painel cerâmico pelo artista Jorge Barradas. Em 14 de Janeiro de 1961 foi emitido o auto de recepção provisória, correspondente à construção da Pousada e dos seus espaços verdes, e em 4 de Maio foi autorizado um projecto para a montagem de um posto de combustíveis nas imediações. O edifício principal da pousada foi concluído em 29 de Setembro, e em 11 de Novembro foi publicado o despacho que entregou o complexo ao Ministério das Finanças e sua cessão a título precário ao Secretariado Nacional da Informação, Cultura Popular e Turismo. O auto de recepção definitiva para a obra da pousada só foi emitido em 24 de Maio de 1963. Em 22 de Maio de 1965, a Pousada alojou um grupo de visitantes americanos da associação Power Squadron, que organizaram uma cerimónia de homenagem ao Infante D. Henrique na Fortaleza de Sagres. Em 1977 iniciaram-se os estudos para a expansão e remodelação da Pousada, que foram igualmente feitos por Jorge Segurado, e com o apoio de José Maria Segurado. As obras foram concluídas em 1980, levando ao prolongamento do edifício para poente em cerca de 27 m, tendo-se mantido a mesma aparência da estrutura original. Com esta ampliação, o complexo ganhou mais 21 quartos. Mais tarde o complexo foi novamente expandido, de forma a acrescentar mais uma ala para quartos.